# Josepha Madigan
Josepha Madigan (ur. 21 maja 1970 w Dublinie) – irlandzka polityk i prawniczka, deputowana, minister w rządzie Leo Varadkara.

## Życiorys
Ukończyła Mount Anville Secondary School, następnie studiowała prawo w Trinity College w Dublinie oraz kształciła się w Law Society of Ireland. Podjęła praktykę zawodową jako solicitor, specjalizując się w sprawach z zakresu prawa rodzinnego. Zajęła się również wykonywaniem zawodu mediatora, była członkinią rady Mediators’ Institute of Ireland, wydała poświęconą rozwiązywaniu konfliktów książkę Appropriate Dispute Resolution (ADR) in Ireland: A Handbook for Family Lawyers and their Clients.
Zaangażowała się w działalność polityczną w ramach Fine Gael. W 2014 została wybrana do rady hrabstwa Dún Laoghaire-Rathdown, a w wyborach w 2016 po raz pierwszy uzyskała mandat deputowanej do Dáil Éireann (reelekcja w 2020).
W listopadzie 2017 dołączyła do rządu Leo Varadkara jako minister sztuki i kultury oraz odpowiedzialny za Gaeltacht. Funkcję tę pełniła do czerwca 2020. W lipcu tegoż roku objęła niższe stanowisko rządowe – ministra stanu odpowiedzialnego za sprawy edukacji specjalnej i przeciwdziałanie wykluczeniu. Ustąpiła z tego urzędu w marcu 2024.